# Lucas Delorge
Lucas Delorge Knieper (16 juni 2007) is een Belgisch voetballer die onder contract ligt bij Club Brugge.

## Carrière
Delorge ruilde in januari 2023 de jeugdopleiding van STVV in voor die van Club Brugge. In maart 2025 brak Club Brugge het contract van Delorge, op dat moment vaste waarde en kapitein bij het U18-elftal van de regerende landskampioen, open tot 2028.
Op 30 maart 2025 maakte Delorge zijn profdebuut in het shirt van Club NXT, het beloftenelftal van Club Brugge in Eerste klasse B: in de competitiewedstrijd tegen KAS Eupen (1-0-nederlaag) liet trainer Mitch Delcour hem in de 77e minuut invallen voor Kaye Furo.

## Clubstatistieken
| Seizoen         | Club            | Land            | Competitie      | Competitie | Competitie | Beker | Beker | Supercup | Supercup | Europees | Europees | Totaal | Totaal |
| Seizoen         | Club            | Land            | Competitie      | Wed.       | Dlp.       | Wed.  | Dlp.  | Wed.     | Dlp.     | Wed.     | Dlp.     | Wed.   | Dlp.   |
| --------------- | --------------- | --------------- | --------------- | ---------- | ---------- | ----- | ----- | -------- | -------- | -------- | -------- | ------ | ------ |
| 2024/25         | Club NXT        | Vlag van België | Eerste klasse B | 1          | 0          | —     | —     | —        | —        | —        | —        | 1      | 0      |
| Carrière totaal | Carrière totaal | Carrière totaal | Carrière totaal | 1          | 0          | 0     | 0     | 0        | 0        | 0        | 0        | 1      | 0      |

Bijgewerkt op 30 maart 2025.

## Privé
- Delorge is de zoon van Peter Delorge, die jarenlang voor STVV speelde en er later diverse functies invulde. Ook zijn oom Kristof Delorge was voetballer.
- Zijn oudere broer Mathias is eveneens profvoetballer.

2 Romero ·
4 Ordóñez ·
8 Tzolis ·
9 Jutglà ·
10 Vetlesen ·
14 Meijer ·
15 Onyedika ·
16 Van den Heuvel ·
17 Vermant ·
19 Nilsson ·
20 Vanaken  · 
21 Skóraś ·
22 Mignolet ·
24 Osuji ·
27 Nielsen ·
29 Jackers ·
30 Jashari ·
41 Siquet ·
44 Mechele ·
55 De Cuyper ·
58 Spileers ·
64 Sabbe ·
65 Seys ·
66 Yameogo ·
67 Et Taïbi ·
68 Talbi ·
71 De Corte ·
84 Campbell ·
87 Furo ·
Coach: Hayen
Assistent-coach: Jonckheere